# Carlo Tresca
Carlo Tresca (ur. 9 marca 1879 w Sulmonie, zm. 11 stycznia 1943 w Nowym Jorku) – włosko-amerykański dziennikarz (felietonista), z przekonania anarchista, antystalinista i antyfaszysta. Redaktor naczelny czasopisma „Il Martello”, zajadły przeciwnik i krytyk włoskiego dyktatora Benito Mussoliniego.

## Zabójstwo
11 stycznia 1943 padł ofiarą zamachu (został zastrzelony podczas spaceru ze swoim przyjacielem, adwokatem Giuseppe Calabim na Piątej Alei w Nowym Jorku). Sprawcą zabójstwa okazał się Carmine Galante, który działał na zlecenie Vito Genovese (z zabójstwem powiązani byli również: Mike Miranda i Tony Bender – to oni wynajęli Carmine’a). Vito Genovese w tym czasie przebywał we Włoszech (od 1937; w obliczu oskarżenia o morderstwo uciekł ze Stanów Zjednoczonych) i szybko wkradł się w łaski włoskiego dyktatora (stał się głównym dostawcą narkotyków dla ministra spraw zagranicznych Włoch i zięcia Mussoliniego, hrabiego Galeazzo Ciano). Chcąc się dodatkowo mu przypodobać postanowił uciszyć niewygodnego dziennikarza.
Carlo Tresa został trafiony (min. w twarz, czaszkę i plecy), towarzyszący mu Calabi przeżył i zapamiętał, że sprawca odjechał z miejsca zabójstwa pojazdem o numerze rejestracyjnym 1C-9272 (w ten sposób policja trafiła na trop Galante; wszystkiemu zaprzeczył, został następnie zwolniony).
Za zabójstwo nie odpowiedział również Vito Genovese.